# Никола Пенчев (ветеран)
 Тази статия е за ветерана от Втората световна война.  За българския химик вижте Никола Пенчев (химик).  
Никола Пенчев е български ветеран, участвал във Втората световна война в сраженията край Стражин и Страцин в Страцинско-Кумановската операция като редник.
Никола Пенчев е служил в 6-и пехотен полк като картечар, който още пази спомена от раняването си в крака през 1944 г. в сраженията край Стражин и Страцин от избухнала германска мина. Вече над стогодишният боец е роден в село Згориград, Врачанско. След войната, когато през 1947 г. е бил на 25 години, със семейството си се преселва в с. Златна нива, където живее и впоследствие.
За да поздравят Никола Пенчев за неговата годишнина през 2023 г., в салона на Народно читалище „Васил Левски – 1927“ в с. Златна нива специално са дошли представители на областната управа в Шумен, община Каспичан, Военното окръжие в Шумен и други родолюбиви организации. В изпълнение на заповед от 3 май 2023 г. ветеранът получава поздравления по случай своята годишнина и във връзка с военния празник Гергьовден от министъра на отбраната.
От Съюза на военните ветерани в България (СВВБ) с председател доцент д-р Иван Сечанов с негова заповед са удостоени с наградния знак „За признателност“ Никола Пенчев и други граждани от Каспичан и село Златна нива. На 8 декември 2022 г. Пенчев е удостоен със званието „Почетен гражданин на Община Каспичан“.